# Prašník
Prašník és un poble i municipi d'Eslovàquia que es troba a la regió de Trnava, a l'oest del país. El 2023 tenia 812 habitants.

## Història
La vila fou fundada el 1958.

## Demografia
| Godina             | 1994 | 2004   | 2014   | 2024   |
| ------------------ | ---- | ------ | ------ | ------ |
| Nombre de persones | 896  | 851    | 854    | 823    |
| Diferència         |      | −5,02% | +0,35% | −3,62% |

| Godina             | 2023 | 2024   |
| ------------------ | ---- | ------ |
| Nombre de persones | 812  | 823    |
| Diferència         |      | +1,35% |